# Anamixis moana
Anamixis moana är en kräftdjursart som beskrevs av Thomas 1997. Anamixis moana ingår i släktet Anamixis och familjen Leucothoidae. Inga underarter finns listade i Catalogue of Life.